# Lip's
Lip's est un groupe féminin de J-pop, actif de 1990 à 1992, composé de trois idoles japonaises. Fin 1990, elles forment un groupe commun avec le trio Rakutenshi et la soliste Rumi Shishido, le temps d'un single et d'un album de noël, sous le nom  Nanatsuboshi. Après la séparation de Lip's, Takako Katō entame une carrière d'actrice de drama, et joue dans deux films au cinema en 2008.

## Membres
- Takako Katō (加藤貴子, née le 14 octobre 1970)
- Kyōko Yamamoto (山本京子, née le 10 avril 1975)
- Natsue Yoshimura (吉村夏枝, née le 19 août 1973)

## Discographie

### Singles
- 愛の魔力 (1990.3.21)
- Splendid Love  (1990.6.1)
- 青い珊瑚礁〜ブルーラグーン・ダンス・ミックス (1991.8.1)
- いそがばまわれ! (1992.7.1)

### Album
- これ、うまいぢゃん (1990.9.21)

## Liens
- (ja) Fiche Lip's sur Oricon Style